# Olympische Winterspiele 1928/Teilnehmer (Frankreich)
| Gelbes Symbol für Goldmedaillen mit stilisierten Olympischen Ringen | Graues Symbol für Silbermedaillen mit stilisierten Olympischen Ringen | Braundes Symbol für Bronzemedaillen mit stilisierten Olympischen Ringen |
| ------------------------------------------------------------------- | --------------------------------------------------------------------- | ----------------------------------------------------------------------- |
| 1                                                                   | —                                                                     | —                                                                       |

Frankreich nahm an den II. Olympischen Winterspielen 1928 in St. Moritz mit einer Delegation von 38 Athleten, davon 2 Frauen, teil.
| Männliche Teilnehmer aus Frankreich | Männliche Teilnehmer aus Frankreich | Männliche Teilnehmer aus Frankreich | Männliche Teilnehmer aus Frankreich | Männliche Teilnehmer aus Frankreich | Männliche Teilnehmer aus Frankreich | Männliche Teilnehmer aus Frankreich | Männliche Teilnehmer aus Frankreich |
| Sportart                            | Sportler | Disziplin                           | Platz                               | Bemerkung                           |                                     |                                     |                                     |
| ----------------------------------- | --- | ----------------------------------- | ----------------------------------- | ----------------------------------- | ----------------------------------- | ----------------------------------- | ----------------------------------- |
| Bob                                 | Jean d’Aulan Jacques Petitdidier Michel Baur Roger Petitdidier William Beamish | Fünferbob                           | 14                                  | Frankreich I                        |                                     |                                     |                                     |
| Bob                                 | André Dubonnet Bertrand du Pontavice de Heussey Joseph Dedeyn Stéphane de la Rochefoucault Jacques Rheins                                                                         | Fünferbob                           | 15                                  | Frankreich II                       |                                     |                                     |                                     |
| Bob                                 | Als Reserveathleten waren aufgeboten: G. Decugis, R. La Crois, J. Thorailhé, E. Lemaitre und J. de Pimodan (Frankreich III)                                                       |                                     |                                     |                                     |                                     |                                     |                                     |
| Eishockey                           | Alfred de Rauch (Kapitän) Philippe Payot Léon Quaglia Albert Hassler Philippe Lefebure Calixte Payot Gérard Simond François Mautin André Charlet Jacques Lacarrière Raoul Couvert | -                                   | 5                                   |                                     |                                     |                                     |                                     |
| Eiskunstlauf                        | Pierre Brunet | Herren                              | 7                                   |                                     |                                     |                                     |                                     |
| Eiskunstlauf                        | Pierre Brunet | Paarlauf                            | Gold                                | zusammen mit Andrée Joly            |                                     |                                     |                                     |
| Eisschnelllauf                      | Léon Quaglia | 500 m                               | 26                                  |                                     |                                     |                                     |                                     |
| Eisschnelllauf                      | Léon Quaglia | 5000 m                              | 18                                  |                                     |                                     |                                     |                                     |
| Eisschnelllauf                      | Charles Thaon | 500 m                               | 28                                  |                                     |                                     |                                     |                                     |
| Eisschnelllauf                      | Charles Thaon | 1500 m                              | 26                                  |                                     |                                     |                                     |                                     |
| Eisschnelllauf                      | Charles Thaon | 5000 m                              | 30                                  |                                     |                                     |                                     |                                     |
| Skeleton                            | Pierre Dormeuil | -                                   | dnf                                 |                                     |                                     |                                     |                                     |
| Ski nordisch                        | Kléber Balmat | Nordische Kombination               | 28                                  |                                     |                                     |                                     |                                     |
| Ski nordisch                        | Kléber Balmat | Spezialsprunglauf                   | 24                                  |                                     |                                     |                                     |                                     |
| Ski nordisch                        | Marcel Beraud | Nordische Kombination               | dnf                                 |                                     |                                     |                                     |                                     |
| Ski nordisch                        | Joseph Maffioli | Spezialsprunglauf                   | 35                                  |                                     |                                     |                                     |                                     |
| Ski nordisch                        | Maurice Mandrillon | 18-km-Langlauf                      | 33                                  |                                     |                                     |                                     |                                     |
| Ski nordisch                        | André Médy | 50-km-Langlauf                      | dnf                                 |                                     |                                     |                                     |                                     |
| Ski nordisch                        | Henri Millan | 50-km-Langlauf                      | dnf                                 |                                     |                                     |                                     |                                     |
| Ski nordisch                        | Martial Payot | 18-km-Langlauf                      | 36                                  |                                     |                                     |                                     |                                     |
| Ski nordisch                        | Martial Payot | Nordische Kombination               | 23                                  |                                     |                                     |                                     |                                     |
| Ski nordisch                        | Martial Payot | Spezialsprunglauf                   | 26                                  |                                     |                                     |                                     |                                     |
| Ski nordisch                        | Évariste Prat | 50-km-Langlauf                      | dnf                                 |                                     |                                     |                                     |                                     |
| Ski nordisch                        | Paul Simond | 18-km-Langlauf                      | 30                                  |                                     |                                     |                                     |                                     |
| Ski nordisch                        | Camille Tournier | 50-km-Langlauf                      | dnf                                 |                                     |                                     |                                     |                                     |
| Ski nordisch                        | François Vallier | 18-km-Langlauf                      | 28                                  |                                     |                                     |                                     |                                     |
| Weibliche Teilnehmer aus Frankreich | |                                     |                                     |                                     |                                     |                                     |                                     |
| Sportart                            | Sportler | Disziplin                           | Platz                               | Bemerkung                           |                                     |                                     |                                     |
| Eiskunstlauf                        | Andrée Joly | Damen                               | 11                                  |                                     |                                     |                                     |                                     |
| Eiskunstlauf                        | Andrée Joly | Paarlauf                            | Gold                                | zusammen mit Pierre Brunet          |                                     |                                     |                                     |
| Eiskunstlauf                        | Anita de St. Quentin | Damen                               | 20                                  |                                     |                                     |                                     |                                     |